# Đại học Công giáo Phụ Nhân
Đại học Thiên Chúa giáo Phụ Nhân (tiếng Anh: Fu Jen Catholic University, viết tắt: FJU, tiếng Trung: 輔仁大學) là một trường đại học tư thục tọa lạc ở Tân Bắc, Đài Loan. 
Nó được biết đến với mối quan hệ chặt chẽ với Giáo triều Rôma. Đây là trường đại học Công giáo và Dòng Tên lâu đời nhất trong thế giới nói tiếng Hoa.

## Lịch sử

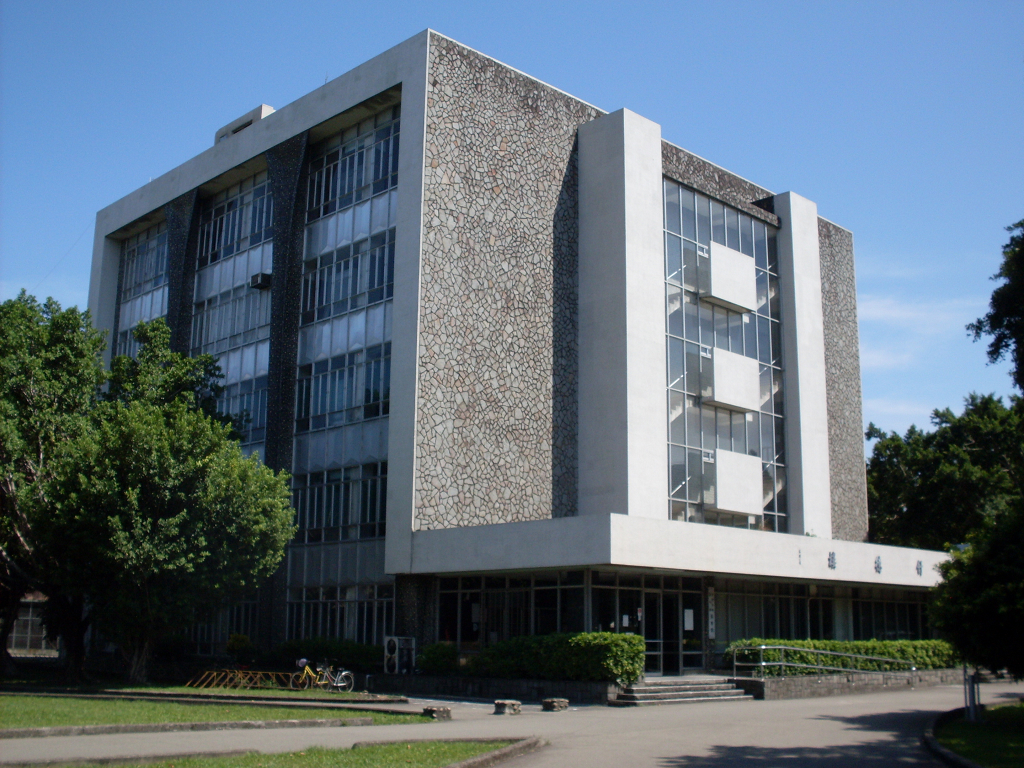
Thư viện Schutte Memorial

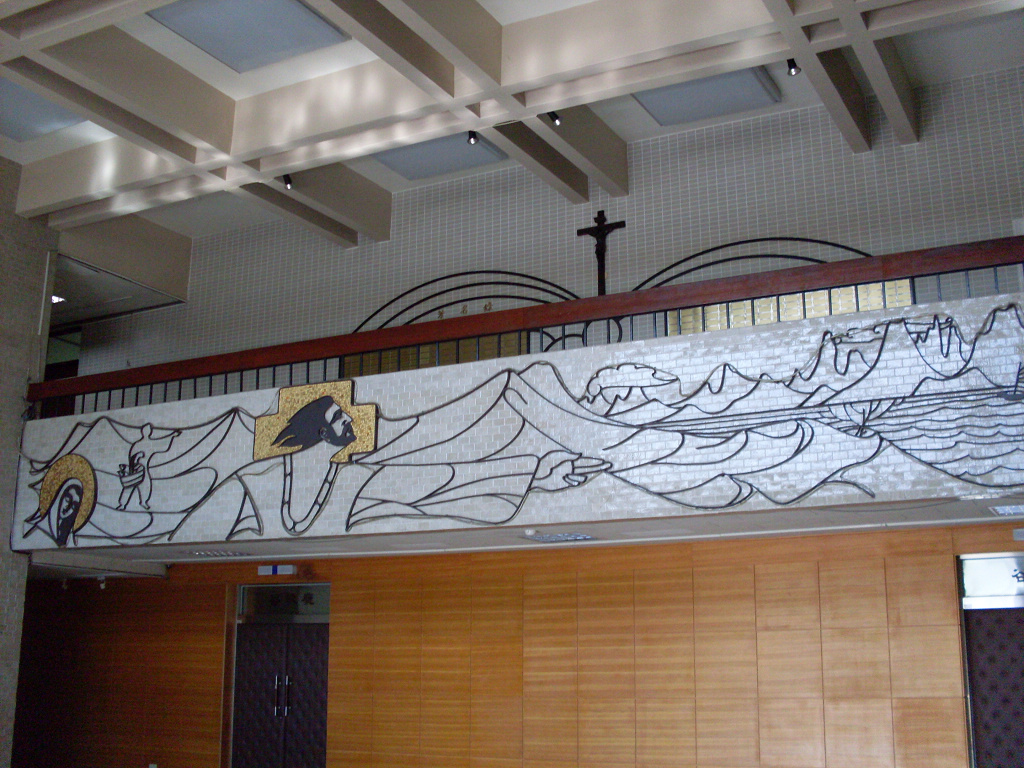
hội trường của tòa nhà Quản trị

Nó lần đầu tiên được bắt đầu vào năm 1925. Tên đầu tiên của nó là Đại học Công giáo của Bắc Kinh (Đại học Sư phạm Bắc Kinh hiện). Nó được bắt đầu một lần nữa vào năm 1961.
Chương trình thạc sỹ liên quốc gia "MGEM" đã được xếp hạng 19 trên toàn cầu vào năm 2020 bởi Financial Times. Hiện tại, trường đại học đã được xếp hạng thứ 300 bởi Times Higher Education Impact Ranking, top 100 về thần học và top 500 về nhân văn và y học theo QS World University Rankings.

## Cao đẳng
- Cao đẳng Nhân văn
- Cao đẳng Nghệ thuật
- Cao đẳng Y học
- Cao đẳng Truyền thông
- Cao đẳng Giáo dục
- Cao đẳng Khoa học và Công nghệ
- Cao đẳng Ngôn ngữ học
- Cao đẳng Sinh thái Nhân
- Cao đẳng Thời trang & Dệt may
- Cao đẳng Luật
- Cao đẳng Quản lý
- Cao đẳng Khoa học Xã hội
- Khoa Thần học

## Thư viện
- Thư viện Fahy Memorial
- Thư viện Paul Cardinal
- Thư viện Kungpo Memorial
- Thư viện Schutte Memorial
- Thư viện Thần học

## Cựu sinh viên
- Vương Trạch
- Trịnh Nam Dung
- Thái Y Lâm